# Provincia de Quirino
Quirino es una provincia de Filipinas.

## Datos básicos
La provincia ocupa un área de 3.057,18 km² que son el 8,4% de la región y el 1,02% del total del país. 

## Municipios que lo componen
Quirino tiene seis municipios: Cabarroguis, la capital, Saguday, Diffun, Maddela, Nagtipunan y Aglipay. Cuenta además con 162 barangays.
| Ciudad/Municipalidad      | N.º de Barangays | Población (2010) | Área (km²) | Código    |
| ------------------------- | ---------------- | ---------------- | ---------- | --------- |
| Aglipay                   | 25               | 26.187           | 161.70     | 025701000 |
| Cabarroguis               | 17               | 29.395           | 260.20     | 025702000 |
| Diffun                    | 33               | 48.501           | 320.10     | 025703000 |
| Maddela, antes Pinappagan | 32               | 35.634           | 918.57     | 025704000 |
| Saguday                   | 9                | 14.596           | 55.50      | 025705000 |
| Nagtipunan                | 16               | 22.473           | 607.40     | 025706000 |

## Geografía
Se encuentra al sudeste del Valle de Cagayán. La Sierra Madre proporciona una barrera natural en la frontera oriental y del sur y los montes Mamparang en la parte occidental de la provincia. La provincia es generalmente montañosa, aproximadamente el 80 % de su área está cubierta por sierras y regiones montañosas. 

## Clima
Tiene una temperatura anual media de 26,6 °C. Mayo es el mes más caluroso y los meses más secos son de marzo a agosto. La época de lluvia transcurre entre septiembre y noviembre. 

## Lengua
La lengua más importantes es el Ilocano que se habla por el 71.46 por ciento de la población. Otras lenguas son el Ifugano, Bugkalote, Pangasinense y Kankanai.

### Dialectos
El dialecto Ilocano se usa ampliamente en las tierras bajas de varios municipios, mientras que el Ifugan es el dialecto predominante en la sierra. Otros dialectos son el Bugkalote, Pangasinense y Kankanai. 

## Historia
Mucho antes de su creación, Quirino era una región boscosa de la Provincia de Nueva Vizcaya habitada por grupos tribales conocidos como Negritos. Estos grupos tribales eran nómadas de las regiones del interior y construyeron sus chozas en el corazón del área de la selva. 

### Fundación
Adquirió su personalidad jurídica como resultado de la división de las provincias de Nueva Vizcaya e Isabela el 18 de junio de 1966. Se nombró en honor del Presidente Elpidio A. Quirino.

## Economía local
La agricultura es la actividad principal. Se cultiva principalmente arroz y maíz. El plátano también es un producto importante que se vende en la Manila Metropolitana y en Pampanga. 

## Turismo
- Cueva de Nagbukel: lugar de peregrinaciones durante la Semana Santa, a lo largo de la carretera nacional a Diffun, está a 4 km de Cabarroguis.

- Cuevas de Aglipay: serie de 38 cuevas, siete de las cuales se han desarrollado como lugares turísticos. Localizadas en medio de colinas y bosques verdes, se encuentran a diez kilómetros de Cabarroguis.

- Rápidos del Gobernador: famosos por sus paredes perpendiculares gigantescas de piedra caliza que sobresalen del Río Cagayán.

- El Pueblo des Aglipay: su nombre deriva de don Gregorio Aglipay, un sacerdote de la Iglesia Independiente Filipina que se rebeló contra los colonizadores españoles en su tiempo.

- Datos: Q13873
- Multimedia: Quirino (province) / Q13873